# انینا
شهر انینا (به رومانیایی: Anina) در شهرستان کرش-سورین در کشور رومانی واقع شده‌است. جمعیت این شهر ۱۰٬۵۹۴ نفر  است.